# Науково-технічна діяльність
Науково-технічна діяльність — інтелектуальна творча діяльність, спрямована на одержання і використання нових знань у всіх галузях техніки і технологій. 
Її основними формами (видами) є науково-дослідні, дослідно-конструкторські, проектно-конструкторські, технологічні, пошукові та проектно-пошукові роботи, виготовлення дослідних зразків або партій науково-технічної продукції, а також інші роботи, пов'язані з доведенням наукових і науково-технічних знань до стадії практичного їх використання. Наукова і науково-технічна діяльність у вищих навчальних закладах є невід'ємною складовою освітньої діяльності і здійснюється з метою інтеграції наукової, навчальної і виробничої діяльності в системі вищої освіти.

## Різновиди
технічна діяльність охоплює велике коло видів творчої діяльності. Для їх класифікації в Україні існує Державний класифікатор України Класифікація видів науково-технічної діяльності ДК 015-97
КВНТД поділяється на два класи, які позначаються римськими цифрами I та II.
- Клас I відповідає класу 73.10 КВЕД «Дослідження та розробки в галузі природничих та технічних наук».
- Клас II відповідає класу 73.20 КВЕД «Дослідження та розробки в галузі гуманітарних та суспільних наук».

Позначення угруповання «Підклас» у КВНТД має такий вигляд: I.1, I.2, II.1 та II.2.
Глибша деталізація угруповань КВНТД (вид, підвид, тип) позначається арабськими цифрами.